# Уртатау
Уртата́у (рос. Уртатау, башк. Уртатау) — присілок у складі Давлекановського району Башкортостану, Росія. Входить до складу Сергіопольської сільської ради.
Населення — 67 осіб (2010; 69 в 2002).
Національний склад:
- татари — 68 %
- башкири — 29 %